# Daniël de Superville (1696-1773)

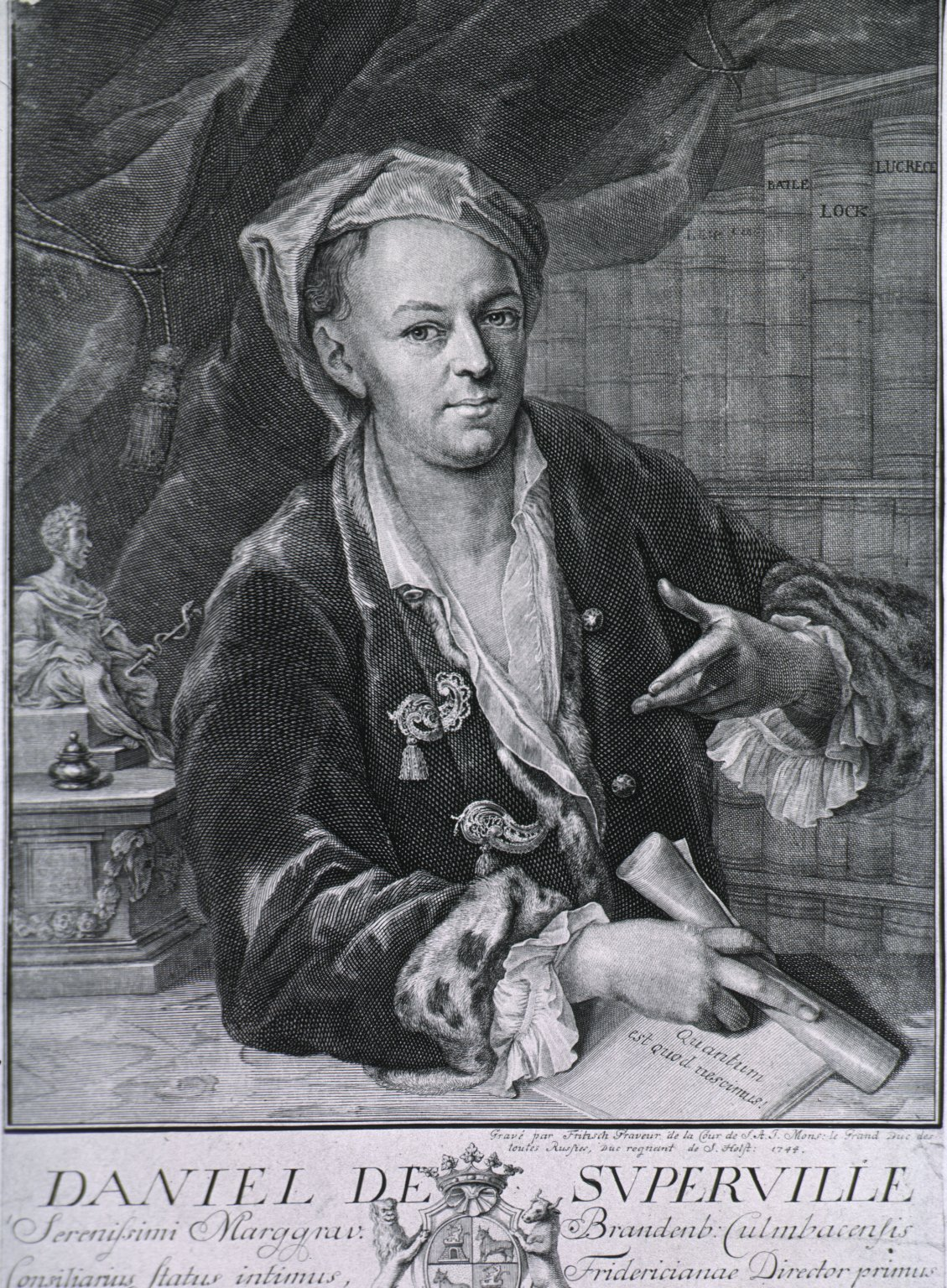
Portret van Daniël de Superville uit 1744

Daniël de Superville (Rotterdam, 2 december 1696 - aldaar, 16 november 1773) was een Nederlandse arts die in 1742 de Universiteit van Erlangen stichtte. Hij diende als hoofd van deze Duitse universiteit tot 1748. De Superville schreef ook verschillende verhandelingen over anatomie.
Daniël de Superville kwam uit een geslacht van Franse hugenoten. Hij was de derde zoon van koopman Jacques (Jacob) de Superville en Marguérite Vettekeuken. Zijn oom was de uit Saumur naar Rotterdam gevluchte calvinistische theoloog Daniël de Superville (1657-1728), predikant van de Waalse gemeente in Rotterdam. De Superville schreef zich in aan de Universiteit van Leiden in 1719 maar was al een jaar eerder gepromoveerd aan de Universiteit van Utrecht op een dissertatie getiteld Dissertatio de sanguine et sanguificatione. In 1722 trouwde hij in Leiden met Catharina Elisabeth le Comte en op 21 juni van dat jaar vertrok het stel naar Pruisen, waar hij in Stettin als lector anatomie en chirurgie aangesteld werd. 
Nadat hij koning Frederik II van Pruisen wist te genezen van oedeem, werd hij in 1738 werd hij aangesteld als lijfarts van markgravin Wilhelmina van Pruisen, zuster van koning Frederik II. Ook werd hij in 1739 toegelaten tot de Duitse keizerlijke academie van wetenschappen in Berlijn.
Superville ontwikkelde zich al snel tot een van de invloedrijkste adviseurs van Wilhelmina en haar man Frederik van Brandenburg. In 1743 richtte hij, op initiatief van Frederik van Brandenburg, een protestantse universiteit in Bayreuth op. Superville werd de eerste rector magnificus van de universiteit, maar toen deze een jaar later naar Erlangen verhuisde, benoemde Frederik van Brandenburg zichzelf tot rector magnificus. De Superville bleef aan als kanselier (directeur). De universiteit, nu Friedrich-Alexander-Universität Erlangen-Nürnberg, is vandaag de dag de op een na grootste universiteit van Beieren.
De Superville bleef hoofd van de universiteit tot 1748, toen hij (via Bremen en Braunschweig) weer terugkeerde naar Nederland, waar hij in Voorburg (een voorstad van Den Haag) ging wonen. In 1770, een jaar na de dood van zijn vrouw, hertrouwde hij. Uiteindelijk keerde hij weer terug naar zijn geboortestad Rotterdam, waar hij in 1773 overleed op 77-jarige leeftijd. De Superville werd begraven in de (in 1819 gesloopte) Vrouwekerk in Leiden, die destijds als Waalse kerk diende.